# Exequiel Zeballos
Oscar Exequiel Zeballos (ur. 24 kwietnia 2002 w Santiago del Estero), argentyński piłkarz występujący na pozycji skrzydłowego. Aktualnie gracz Boca Juniors. Młodzieżowy reprezentant Argentyny.

## Kariera klubowa
Swoją karierę w seniorskiej piłce klubowej rozpoczął w 2020 roku. Zadebiutował w barwach Boca Juniors 29 listopada 2020 w meczu przeciwko Newell's w ramach rozgrywek Copa Maradona.

## Kariera reprezentacyjna
Reprezentacyjną przygodę rozpoczął 22 marca 2019 debiutując w wieku 16 lat w reprezentacji Argentyny U-17. W meczu przeciwko rówieśnikom z Urugwaju, Argentyńczycy przegrali wynikiem 3:0.